# تیلور بوث
تیلور بوث (انگلیسی: Taylor Booth؛ زادهٔ ۳۱ مهٔ ۲۰۰۱) بازیکن فوتبال اهل ایالات متحده آمریکا است.
از باشگاه‌هایی که در آن بازی کرده‌است می‌توان به باشگاه فوتبال بایرن مونیخ ۲ اشاره کرد.
وی همچنین در تیم‌های ملی فوتبال رده پایه ایالات متحده بازی کرده‌است.

## تیم ملی
بوث نماینده ایالات متحده در تعدادی از سطوح جوانان، از زیر ۱۵ سال تا زیر ۱۹ سال بوده‌است. مهمتر از همه، او در ترکیب تیم ملی فوتبال زیر ۱۷ سال ایالات متحده برای جام جهانی فوتبال زیر ۱۷ سال ۲۰۱۷ در هند قرار گرفت. او دو بازی در این تورنمنت انجام داد و به تیمش کمک کرد تا به مرحله یک چهارم نهایی برسد و سپس با نتیجه ۴–۱ به تیم ملی فوتبال زیر ۱۷ سال انگلستان باختند. در ۳ دسامبر ۲۰۲۱، او برای اولین بار به تیم بزرگسالان ایالات متحده برای بازی دوستانه مقابل تیم ملی فوتبال بوسنی و هرزگوین در ۱۸ دسامبر دعوت شد، اما هنوز در ترکیب تیم بزرگسالان حضور نداشته‌است.

## زندگی شخصی
بوث در ایدن، یوتا، در خانواده کلی و چاد بوث، که هر دو بازیکن فوتبال دانشگاهی بودند، به دنیا آمد. او از طریق میراث ایتالیایی پدرش، توانست پاسپورت ایتالیایی بگیرد که به او اجازه داد در ۱۷ سالگی به آلمان نقل مکان کند. بوث با تورتیکولی متولد شد و در دوران نوزادی نیاز به فیزیوتراپی داشت. او یکی از اعضای کلیسای عیسی مسیح قدیسان آخرالزمان است.